# Diego Fernández Castro
Diego Nicolás Fernández Castro (Loncoche, Región de La Araucanía, Chile, 8 de marzo de 1998) es un futbolista chileno. Juega de mediocampista y actualmente juega en Deportes Iquique de la Primera División de Chile.

## Estadísticas

### Clubes
| Club                     | Div.          | Temporada     | Liga  | Liga  | Copas nacionales | Copas nacionales | Torneos internacionales | Torneos internacionales | Total | Total |
| Club                     | Div.          | Temporada     | Part. | Goles | Part.            | Goles            | Part.                   | Goles                   | Part. | Goles |
| ------------------------ | ------------- | ------------- | ----- | ----- | ---------------- | ---------------- | ----------------------- | ----------------------- | ----- | ----- |
| Deportes Iquique · Chile | 1ª            | 2014-15       | 1     | 0     | 1                | 0                | —                       | —                       | 2     | 0     |
| Deportes Iquique · Chile | 1ª            | 2015-16       | 1     | 0     | 0                | 0                | —                       | —                       | 1     | 0     |
| Deportes Iquique · Chile | 1ª            | 2017          | 8     | 0     | 0                | 0                | —                       | —                       | 8     | 0     |
| Deportes Iquique · Chile | 1ª            | 2018          | 24    | 2     | 1                | 0                | —                       | —                       | 25    | 2     |
| Deportes Iquique · Chile | 1ª            | 2019          | 18    | 0     | 2                | 1                | —                       | —                       | 20    | 1     |
| Deportes Iquique · Chile | 1ª            | 2020          | 24    | 1     | 0                | 0                | —                       | —                       | 24    | 1     |
| Deportes Iquique · Chile | 2ª            | 2021          | 30    | 3     | 3                | 1                | —                       | —                       | 33    | 4     |
| Deportes Iquique · Chile | Total club    | Total club    | 107   | 6     | 7                | 2                | 0                       | 0                       | 114   | 8     |
| O'Higgins · Chile        | 1ª            | 2022          | 22    | 0     | 2                | 0                | —                       | —                       | 24    | 0     |
| O'Higgins · Chile        | 1ª            | 2023          | 23    | 1     | 1                | 0                | —                       | —                       | 24    | 1     |
| O'Higgins · Chile        | Total club    | Total club    | 45    | 1     | 3                | 0                | 0                       | 0                       | 48    | 1     |
| Deportes Iquique · Chile | 1.ª           | 2024          | 13    | 1     | 0                | 0                | —                       | —                       | 13    | 1     |
| Deportes Iquique · Chile | Total club    | Total club    | 13    | 1     | 0                | 0                | 0                       | 0                       | 13    | 1     |
| Total carrera            | Total carrera | Total carrera | 165   | 8     | 11               | 2                | 0                       | 0                       | 176   | 10    |
| 1. 2.                    |               |               |       |       |                  |                  |                         |                         |       |       |